# Росеново (Бургаська область)
Ро́сеново (болг. Росеново) — село в Бургаській області Болгарії. Входить до складу общини Средець.

## Населення
За даними перепису населення 2011 року у селі проживали 30 осіб, усі — болгари.
Розподіл населення за віком у 2011 році:
Динаміка населення: